# 查盖县

所在位置

查盖县，巴基斯坦俾路支省西北部的一个县，与伊朗、阿富汗接壤。该县总面积50,545km²，为巴基斯坦面积最大的县。总人口250,000(2005年估计值)。1998年，巴基斯坦在该县进行了核试验。

## 行政区划
查盖县分为4个乡。